# Draško Brguljan
Draško Brguljan (em montenegrino:  Драшко Бргуљан; Kotor, 27 de dezembro de 1984) é um jogador de polo aquático montenegrino.

## Carreira
Brguljan integrou o elenco da Seleção Montenegrina de Polo Aquático em três edições de Jogos Olímpicos, ficando em quarto lugar tanto em Pequim 2008 quanto em Londres 2012 e no Rio 2016.